# Allomarkgrafia foreroi
Allomarkgrafia foreroi là một loài thực vật có hoa trong họ La bố ma. Loài này được A.H.Gentry mô tả khoa học đầu tiên năm 1980.